# Lamprops hexaspinula
Lamprops hexaspinula is een zeekommasoort uit de familie van de Lampropidae. De wetenschappelijke naam van de soort is voor het eerst geldig gepubliceerd in 1990 door Liu & Liu.